# هديومة جميلة
هديومة جميلة (الاسم العلمي:Hedeoma pulcherrima) هي نوع من النباتات تتبع جنس الهديومة من الفصيلة الشفوية.